# شاول كريبك
شاول آرون كريبك (بالإنجليزية: Saul Kripke)‏ (13 نوفمبر 1940 - 15 سبتمبر 2022) فيلسوف وعالم منطق أمريكي. فهو أستاذ الشرف في الفلسفة، في جامعة برنستون وأستاذ متميز في الفلسفة في مركز الدراسات العليا بجامعة مدينة نيويورك. ومنذ ستينيات القرن العشرين، كان كريبك شخصية رئيسية في عدد من المجالات المرتبطة بـالمنطق الرياضي، وفلسفة اللغة، وفلسفة الرياضيات، وما وراء الطبيعة، ونظرية المعرفة، ونظرية المجموعات. ولا يزال الكثير من عمله غير منشور أو لا يوجد سوى في شكل تسجيلات صوتية ومخطوطات خاصة. تلقى كريبك جائزة شوك لعام 2001 في المنطق والفلسفة. وفي استطلاع حديث للرأي أجري بين الفلاسفة حجز كريبك مكانه بين العشرة الأوائل لأهم الفلاسفة في السنوات الـ 200 الماضية.
قدم كريبك إسهامات مؤثرة وفريدة لعلم المنطق، وخاصة منطق الموجهات. وعلى غير العادة لفيلسوف محترف، فلم تتجاوز مؤهلاته درجة البكالوريوس من جامعة هارفارد، في الرياضيات. ترك عمله أثرًا عميقًا في الفلسفة التحليلية، وإسهامه الرئيسي كان دلالات منطق الموجهات، بما في ذلك العالم الممكن كما هو موضح في نظام يسمى الآن دلالات كريبك. ومن أهم ما قدمه أيضًا كان قوله أن الضرورة مفهوم «ما وراء طبيعي»، يجب فصله عن المفهوم المعرفي للبداهة، وأن هناك حقائق ضرورية هي حقائق استهلالية، مثل «الماء هو H2O.» كما ساهم أيضًا في القراءة الأصلية الخاصة بـلودفيش فيتغنشتاين، والمشار إليها باسم «كريبكنستين.» أما عمله الأكثر شهرة فهو التسمية والضرورة (1980).

## السيرة الذاتية
كان شاول كريبك الابن الأكبر بين ثلاثة أخوة ولدوا لدورثي كريبك والحاخام ماير كريبك. وكان والده زعيم كنيس بيت إيل، التجمع الوحيد للمحافظين في أوماها، نبراسكا، بينما كتبت والدته كتبًا تعليمية يهودية للأطفال. درس شاول وشقيقتاه، مادلين ونيتا، في مدرسة دوندي جريد ومدرسة أوماها سنترال الثانوية. وصف كريبك بالطفل المعجزة، حيث تعلم اللغة العبرية القديمة وهو في سن السادسة، كما كان قد قرأ الأعمال الكاملة لشكسبير قبل سن التاسعة، وأتقن أعمال ديكارت والمسائل الرياضية المعقدة قبل أن ينهي المدرسة الابتدائية. كتب كريبك أولى نظريات الاكتمال في منطق الموجهات في عمر السابعة عشر، ثم نشرها بعد ذلك بعام. بعد تخرجه من المدرسة الثانوية عام 1958، التحق كريبك بجامعة هارفارد وتخرج مع مرتبة الشرف حاصلاً على درجة البكالوريوس في الرياضيات. وخلال عام العام الثاني من الدراسة في جامعة هارفارد، علم كريبك منهج المنطق لطلاب سنة التخرج في معهد ماساتشوستس للتقنية. وعند تخرجه (1962) تلقى زمالة فولبرايت، وفي عام 1963 عين في جمعية هارفارد للزملاء.

## العمل
تتضمن إسهامات كريبك للفلسفة:
1. دلالات كريبك في منطق الموجهات، التي نُشِرت في مقالات كثيرة ابتداءً من مراهقته.
2. محاضراته في برينستون عام 1970 لكتاب التسمية والضرورة (التي نُشِرت في 1972 و1980) وأعادت هيكلة فلسلفة اللغة إلى حد بعيد.
3. تفسيراته فيتغنشتاين.
4. نظريته عن الحقيقة.

ساهم أيضًا في نظرية الحاسوبية.

### التسمية والضرورة
مثّلت المحاضرات الثلاثة التي كونت كتاب التسمية والضرورة ضربة للنظرية الوصفية للأسماء. عزا كريبك تنوع النظريات الوصفية إلى فريجه، وراسل، وفيتغنشتاين، وجون سورل وآخرين. حسب النظريات الوصفية، تكون الأسماء الصحيحة إما مرادفات ذات أوصاف أو أن لها دلالتها التي تُحدَّد بفضل ارتباط الأسماء بوصف أو مجموعة من الأوصاف التي يشبعها شيء ما بصورة فريدة. رفض كريبك كلا نوعي النظرية الوصفية. أعطى عدة أمثلة مزعومة لجعل النظرية الوصفية غير قابلة للتصديق كنظرية حول تحديد دلالات الأسماء (على سبيل المثال، بالتأكيد كان يمكن أن يموت أرسطو بعمر السنتين دون أن يشبع أيًّا من الأوصاف التي نربطها باسمه، لكن يبدو من الخاطئ إنكار أنه سيبقى أرسطو عندها).
بدلًا من ذلك، لخّص كريبك نظرية الدلالة السببية التي يدل فيها اسم ما على شيء بفضل وجود رابط سببي مع هذا الشيء، وذلك بحسب الوساطة بينهما في مجتمعات المتحدثين. أشار إلى أن الأسماء الصحيحة –بعكس معظم الأوصاف- هي دلالات جامدة، أي أن الاسم الصحيح يدل على الشيء المُسمَّى بكل عالم يمكن أن يوجد فيه هذا الشيء. على سبيل المثال، يدل «ريتشارد نيكسون» على نفس الشخص في كل عالم يمكن وجود نيكسون فيه، بينما «الشخص الذي فاز بالانتخابات الرئاسية في الولايات المتحدة عام 1968» قد يدل على نيكسون أو هامفري أو أشخاص آخرين في عوالم ممكنة مختلفة.
أثار كريبك أيضًا احتمال وجود ضرورات لاحقة؛ قد تكون الحقائق (الصحيحة بالضرورة) رغم ذلك معروفة فقط عبر الاستقصاء التجريبي. تتضمن الأمثلة «الهسبيروس (نجمة المساء) هي فوسفوروس (نجمة الصباح)» و«الشيشرون هو التولي» و«الماء هو H2O» ومزاعم الهوية الأخرى التي يدل فيها اسمان على الشيء نفسه.
في النهاية، أعطى كريبك حجة ضد الهوية المادية في فلسفة العقل؛ وهو الرأي القائل بأن كل عقلية معينة تكون متطابقة مع بعض المادية المعينة. جادل كريبك بأن الطريقة الوحيدة للدفاع عن هذه الهوية هي أن تكون ضرورة لاحقة، لكن مثالًا كهذا: «الألم يطلق الألياف سي» لا يُعَد ضرورة لاحقة، نظرًا إلى احتمال أن يكون الألم منفصلًا عن إطلاق الألياف سي أو أن يكون إطلاق الألياف سي منفصلًا عن الألم. (وضع دايفيد تشالمرز حجة مماثلة منذ ذلك الوقت). في أي حدث، فإن منظر الهوية المادية -بحسب كريبك- يتحمل التزامًا جدليًّا لتفسير الاحتمالية المنطقية الواضحة لهذه الظروف، باعتبار أنه بحسب بعض أصحاب النظريات يجب أن تكون مستحيلة.

## الثقافة الشعبية
يعتقد أن باري كريبك، وهي شخصية في مسلسل نظرية الانفجار العظيم، سميت بهذا الاسم تيمنًا بشاول.

## كتابات أخرى
- Taylor Branch (1977), "New Frontiers in American Philosophy: Saul Kripke". New York Times Magazine.
- Nathan Salmon (1981), Reference and Essence. ISBN 1-59102-215-0 ISBN 978-1-59102-215-2.
- Consuelo Preti (2002), On Kripke. Wadsworth. ISBN 0-534-58366-0.
- Scott Soames (2002), Beyond Rigidity: The Unfinished Semantic Agenda of Naming and Necessity. ISBN 0-19-514529-1-.
- Christopher Hughes (2004), Kripke : Names, Necessity, and Identity. ISBN 0-19-824107-0.
- G.W. Fitch (2005), Saul Kripke. ISBN 0-7735-2885-7.
- Martin Kusch (2006), A sceptical Guide to Meaning and Rules. Defending Kripke's Wittgenstein. Acumben: Publishing Limited.
- Arif Ahmed (2007), Saul Kripke. New York, NY; London: Continuum. ISBN 0-8264-9262-2.
- Christopher Norris (2007), Fiction, Philosophy and Literary Theory: Will the Real Saul Kripke Please Stand Up? London: Continuum

## وصلات خارجية
- شاول كريبك على موقع الموسوعة البريطانية (الإنجليزية)